# Chà là Ấn Độ
Phoenix sylvestris là loài thực vật có hoa thuộc họ Arecaceae. Loài này được (L.) Roxb. mô tả khoa học đầu tiên năm 1832.

## Hình ảnh

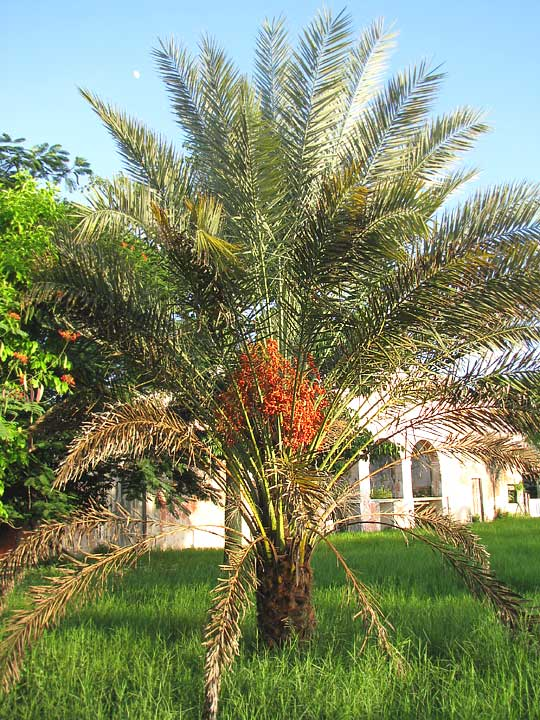
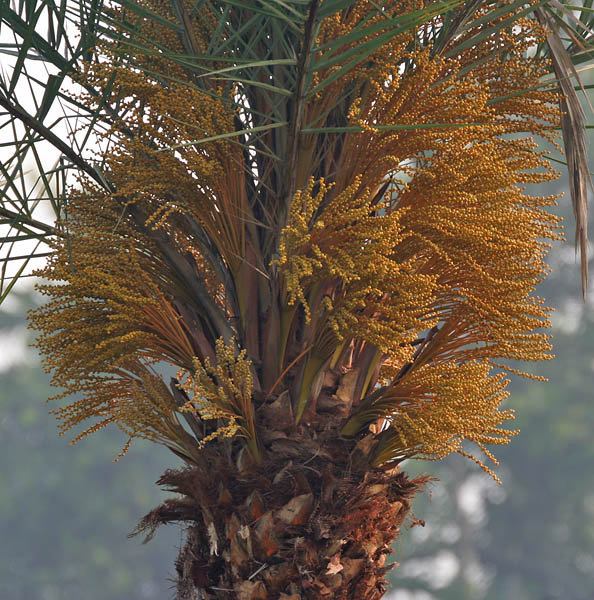
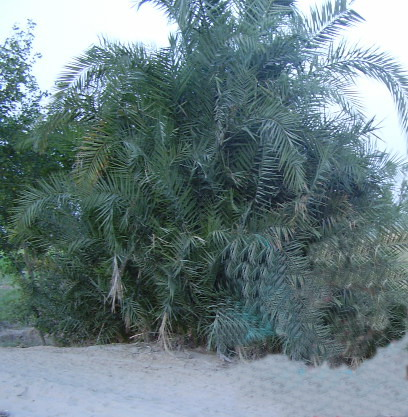
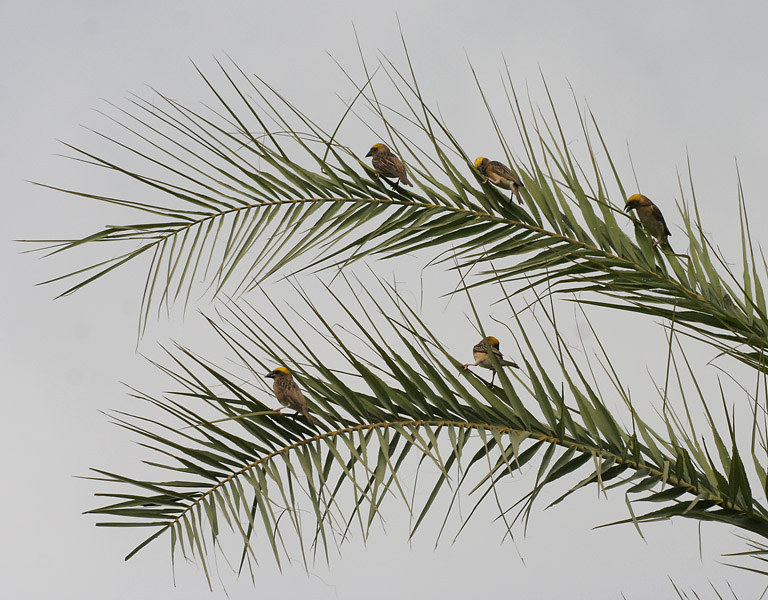